# ハイネズ
ハイネズ（這杜松、学名: Juniperus conferta）は、裸子植物マツ綱のヒノキ科ビャクシン属（ネズミサシ属）の常緑針葉樹の1種である。ネズ（ネズミサシ）と同種とされることがあり、その場合は変種（Juniperus rigida var. conferta）として扱われる。葉は針葉で3輪生して密生し、触ると痛い（図1）。サハリンから九州の海岸に分布し、砂浜を這って広がる低木であり、しばしば大きな群落をつくる。観賞用にグランドカバーとして植栽されることがある。種小名の conferta は、ラテン語で「混み合った状態」を意味し、おそらく樹形を示している。

## 特徴
常緑低木であり、幹は地を這い、分枝して広がる（下図2a）。樹皮は灰白色。小枝は赤褐色、葉を密につける。
葉は針葉で3輪生して密生し、長さ10–18ミリメートル (mm)、幅 1–2 mm、先端は硬く尖っており触ると痛い（下図2b）。葉の横断面は逆三角形、表面（向軸面）に溝状の白い気孔帯があり（下図2b）、裏面は濃緑色、裏側に樹脂道がある。
雌雄異株、"花期"は4–5月。"雄花"または"雌花"は、前年枝の新芽の腋に形成される。雄球花（"雄花"）は楕円形、長さ 3–4 mm、黄緑色、卵形尖頭の小胞子葉がおおよそ3輪配列している。雌球花は翌年の9–10月ごろに成熟し、裂開せず鱗片は合着して多肉質の漿質球果になり、球形、直径 10–12 mm でネズよりも大きく、はじめは緑色だが熟すと紫黒色になり、表面は白いロウ質で覆われる。球果はふつう3種子を含み、種子は三角状卵形、約 6 × 3.5 mm、樹脂塊がついている。染色体数は 2n = 22。

## 分布
サハリン南部、北海道、本州、九州に分布し、海岸の砂地に生育し、しばしば大きな群落を形成する。

## 保全状況評価
日本全体としては絶滅危惧等の指定はないが、各都道府県では、以下のレッドリストの指定（統一カテゴリ名）を受けている（2023年現在）。
- 絶滅種: 神奈川県
- 絶滅危惧I類: 山形県、富山県
- 絶滅危惧II類: 福島県、新潟県、石川県、福井県、愛知県
- 準絶滅危惧: 北海道、鹿児島県

## 人間との関わり
ハイネズは匍匐生の低木であり、グランドカバーとしてときに植栽される。潮風にもよく耐えるなど、砂地などの過酷な環境に適している。細根が少なく根張りも悪いので概して移植には向いていない。日当たりと風通しの良い乾燥地を好む。病害虫には強い。先端部だけが勢いよく伸びるので、常に先端を剪定してバランスを取らないと密な樹形にはならない。地面からの距離が低く、枝も粗いので雑草を防止する力は弱く、肥沃地では雑草に覆われて負けやすい。
ハイネズの園芸品種の例として、以下のようなものがある。
- Juniperus conferta 'Blue Pacific'（ブルーパシフィック)（下図3a）
ハイネズの代表品種。ほふく性のコニファーの中で、成長速度が速い最強健種のひとつ[17]。葉は青緑色[18][17][19]。日当たりを好み、乾燥には強い[17]。耐寒性はやや弱い[15]。移植は難しい[17]。挿し木で増やす[19]。海岸地の緑化にも用いられる[19]。鉢栽培にも向いている[15]。
- Juniperus conferta 'Sunsplash'（サンスプラッシュ）（下図3b）
黄色の斑が入るブルーパシフィック[15][18]。成長速度はブルーパシフィックに大きく劣り、直射日光によって葉焼けすることもある[15]。鉢栽培にはあまり向いていない[15]。
- Juniperus conferta 'Silver Mist'（シルバーミスト）（下図3c）
別名シルバーライニング[15]。葉が白緑色を帯びている[18]。成長は非常に遅いので接ぎ木で繁殖されることもある[20]。年間20cm程度しか伸びない[20]。鉢栽培も可能[15]。
- Juniperus conferta 'Aurea'（オーレア）
新芽は黄金色だが、次第に黄緑色に変化する[18][21]。

## 分類
ハイネズはネズ（ネズミサシ、Juniperus rigida）に近縁であり、ネズとハイネズは同種とされることも多い。この場合、両者は変種レベルで分けられ、ネズは Juniperus rigida var. rigida、ハイネズは Juniperus rigida var. conferta とされる。またこの2種（2変種）の中間的な形態（幹や枝が立つ）を示し、雑種と考えられるものも知られており、オキアガリネズ（Juniperus ×pseudorigida (Makino) Hatus.）とよばれる。
房総半島、三浦半島、伊豆半島、伊豆諸島に分布するハイネズに似た植物はオオシマハイネズとよばれ、葉が短く先端があまり尖らず、ハイネズの変種（Juniperus conferta var. maritima E.H.Wilson ex Nakai）とされたこともある。しかし2023年現在では、オキナワハイネズ（Juniperus taxifolia var. lutchuensis (Koidz.) Satake）と同じものとされている。